# Olivia de Havilland

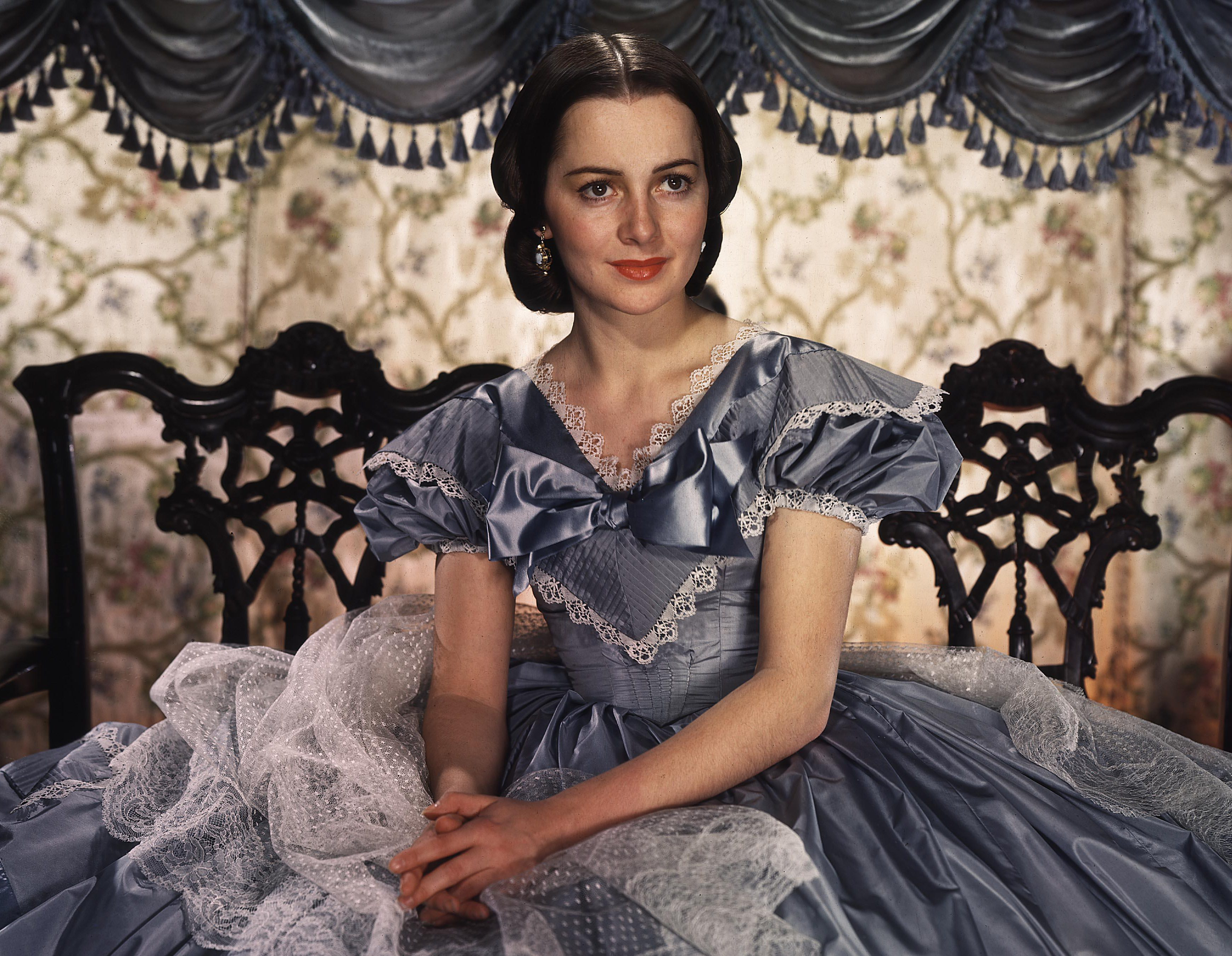
Olivia de Havilland som Melanie Hamilton Wilkes i Borta med vinden.

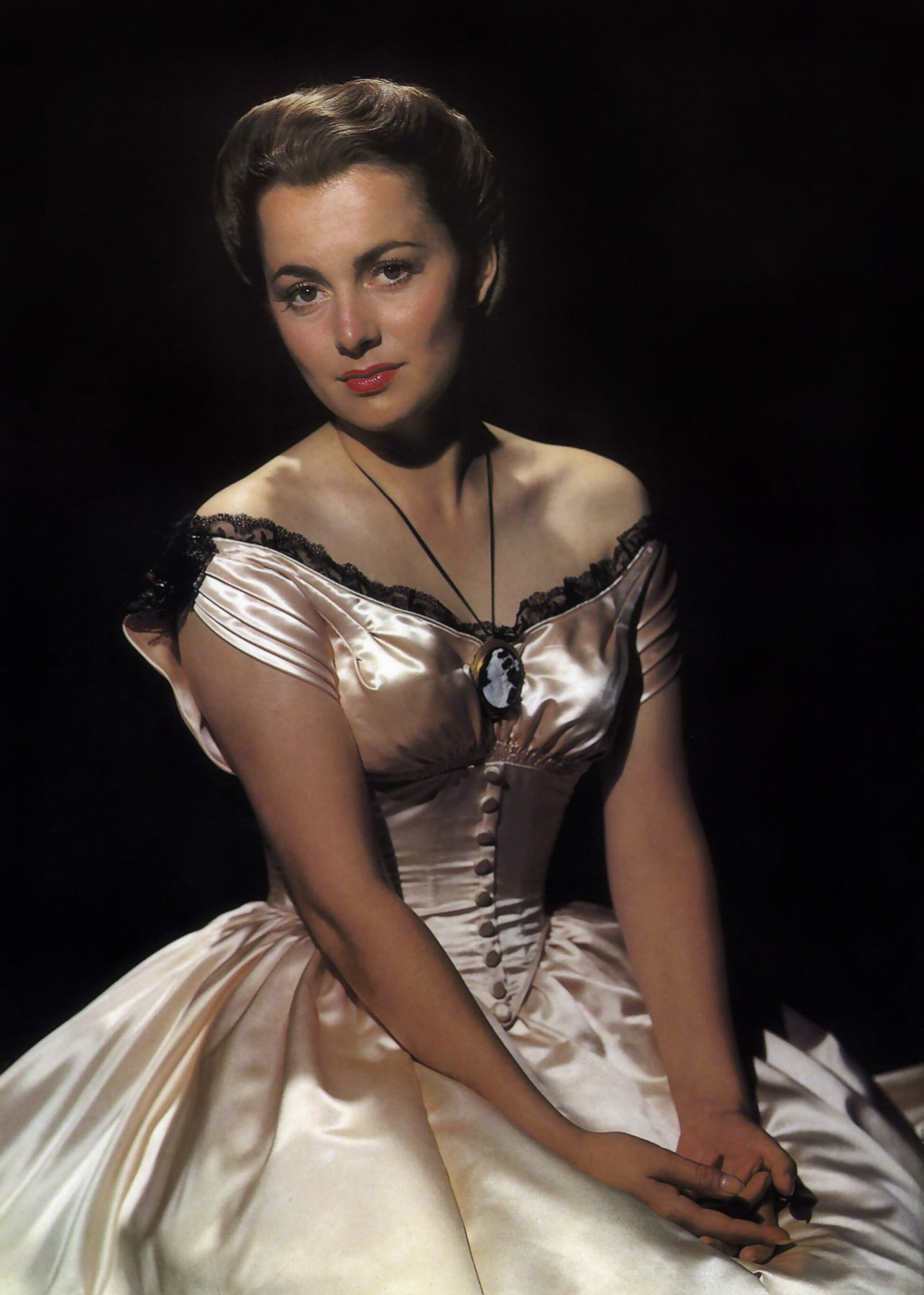
Olivia de Havilland i Vägen till Santa Fe 1940.

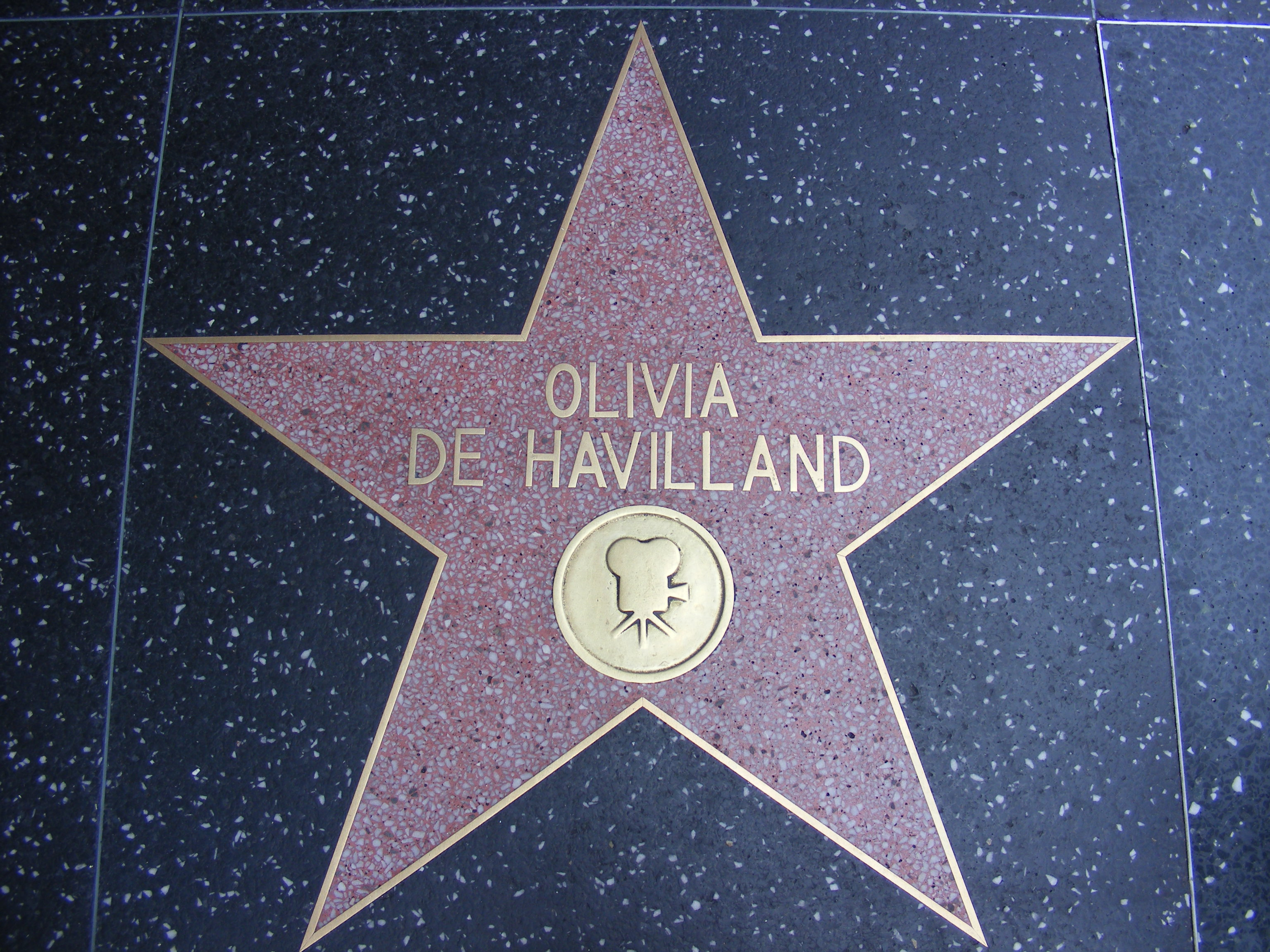
Olivia de Havillands stjärna på Hollywood Walk of Fame.

Olivia Mary de Havilland, född 1 juli 1916 i Tokyo, död 26 juli 2020 i Paris, var en brittisk-amerikansk skådespelare. Hon var äldre syster till skådespelaren Joan Fontaine. Havillands karriär sträckte sig från 1935 till 1988. Hon medverkade i 49 filmer och var en av de stora filmstjärnorna under Hollywoods guldålder. Hon är främst känd för sina tidiga filmroller i Robin Hoods äventyr (1938) och Borta med vinden (1939), samt för sina prisbelönta rolltolkningar i Kärlek som aldrig dör (1946), Ormgropen (1948) och Arvtagerskan (1949). 
Under sin karriär spelade de Havilland mot många stora manliga skådespelare, däribland Errol Flynn, med vilken hon gjorde totalt nio filmer. De blev ett av Hollywoods mest populära romantiska filmpar. Hon uppnådde sin första popularitet för sina roller i romantiska komedifilmer som En natt på värdshuset (1937) och i västernfilmer som Landet bortom lagen (1939). Hennes naturliga skönhet och raffinerade skådespeleri gjorde henne särskilt effektiv i historiska dramer, som Anthony Adverse (1936) och romantiska dramafilmer som Natten är så kort... (1941). Under den senare delen av sin karriär var hon mest framgångsrik i dramafilmer som Ung kärlek i Florens (1962) och i oglamorösa roller i psykologiska dramer som Hysch, hysch, Charlotte! (1964).
Olivia de Havilland fortsatte vid sidan av sin filmkarriär sitt arbete vid teatern, hon uppträdde bland annat tre gånger på Broadway, i Romeo och Julia (1951), Candida (1952) och A Gift of Time (1962). Hon arbetade också med TV och medverkade i framgångsrika serier som Rötter (1979) och Nord och Syd (1986) samt TV-filmer som Anastasia (1986), för vilken hon nominerades till en Emmy Award. Under sin filmkarriär erhöll de Havilland ett flertal utmärkelser, däribland två Oscars och två Golden Globe Awards.

## Biografi
Olivia de Havilland föddes i Tokyo av brittiska föräldrar; fadern var advokat och modern före detta skådespelare. År 1919 flyttade de Havilland och hennes yngre syster Joan till Kalifornien med modern efter föräldrarnas skilsmässa. Deras mor lärde barnen skådespeleri och att spela musik. de Havilland gjorde sin skådespelardebut på en amatörteater i Alice i Underlandet.
Under de Havillands första år på college 1934 gjorde hon scendebut i en amatörteateruppsättning av Shakespeares En midsommarnattsdröm och valdes ut av Max Reinhardt till att spela Hermia i filmversionen 1935. Hon tecknade sedan ett sjuårskontrakt med Warner Brothers och spelade spröda, ljuva hjältinnor i en lång rad filmer. Olivia de Havilland var en av Hollywoods största stjärnor på 1930- och 1940-talen, bland annat gjorde hon nio filmer tillsammans med den tidens störste och stiligaste filmhjälte, Errol Flynn. 
En av de Havillands mest kända roller är den som Melanie Hamilton Wilkes i Borta med vinden, vilket var ett avsteg från hennes vanligen passiva rollkaraktärer. När hon sedan återvände till Warners krävde hon bättre och mer dramatiska roller, vilket ledde till att bolaget stängde av henne under sex månader. Hon stämde då filmbolaget och avgick med seger.
Efter att ha varit borta från filmen i tre år gjorde de Havilland en bejublad comeback 1946 i Kärlek som aldrig dör, för vilken hon belönades med en Oscar. Hon erhöll ytterligare en Oscar 1949 för sin roll i Arvtagerskan.
År 1965 var Olivia de Havilland juryordförande på filmfestivalen i Cannes.
de Havilland var gift med manusförfattaren Marcus Goodrich åren 1946–1953, i detta äktenskap föddes sonen Benjamin Goodrich (1949–1991). År 1955 gifte hon sig med Pierre Galante, redaktör för den franska tidskriften Paris Match, med vilken hon fick dottern Gisèle Galante 1956. I samband med sitt andra äktenskap flyttade Olivia de Havilland till Frankrike, där hon var bosatt fram till sin död.
Olivia de Havilland har sedan 1960 en stjärna på Hollywood Walk of Fame vid adressen 6762 Hollywood Blvd. År 2008 tilldelades hon National Medal of Arts av president George W. Bush.

## Filmografi i urval
- 1935 – Alibi Ike
- 1935 – Min bror vid polisen
- 1935 – En midsommarnattsdröm
- 1935 – Kapten Blod
- 1936 – De tappra 600
- 1936 – Anthony Adverse
- 1937 – En natt på värdshuset
- 1937 – Gentleman efter midnatt
- 1938 – Robin Hoods äventyr
- 1938 – En fästmö för mycket
- 1938 – Den gyllene jorden
- 1939 – Borta med vinden
- 1939 – Landet bortom lagen
- 1939 – Elisabeth och Essex
- 1939 – Herr Raffles gör visit
- 1940 – Vägen till Santa Fe
- 1941 – De dog med stövlarna på
- 1941 – Rivaler på galej
- 1941 – Natten är så kort...
- 1942 – I detta vårt liv
- 1942 – Än lever Adam
- 1943 – Gift dej med mej
- 1943 – Thank Your Lucky Stars
- 1946 – Den mörka spegeln
- 1946 – Kärlek som aldrig dör
- 1948 – Ormgropen
- 1949 – Arvtagerskan
- 1952 – Kusin Rachel
- 1955 – Ej som en främling
- 1956 – Ambassadörens dotter
- 1958 – Mannen från sydstaterna
- 1959 – Libel
- 1962 – Ung kärlek i Florens
- 1964 – Hysch, hysch, Charlotte!
- 1964 – Cellskräck
- 1966 – Noon Wine
- 1970 – Äventyrarna
- 1972 – Levande begravd
- 1973 – Pope Joan
- 1977 – Haveriplats: Bermudatriangeln
- 1978 – Katastrofplats Houston
- 1979 – Järnmaskens hemlighet
- 1979 – Rötter (TV-serie)
- 1981 – The Royal Romance of Charles and Diana
- 1982 – Mord är lätt
- 1986 – Nord och Syd (TV-serie)
- 1986 – Anastasia
- 1988 – Prinsen och mrs Simpson